# Кировский район (Макеевка)
Ки́ровский райо́н (укр. Кіровський район) — район, расположенный в центре и на севере города Макеевка.
Население района — 52 768 человек (2001 год). Состоит из 2 довольно разобщенных частей: к востоку и к западу от Макеевского металлургического комбината.
Административно подчинены:
- пгт Ясиновка
- пгт Землянки

## Достопримечательности
- Железнодорожный вокзал «Макеевка-Пассажирская»
- ДК ЯКХЗ (ул. Депутатская, 162)
- ДК МКХЗ (ул. Донецкая)
- ДК ММК имени Кирова (ул. Кирова, 73)
- Педагогическое училище (ул. Трубицына)
- Металлургический техникум (ул. Папанина, 9)
- Стадион «Авангард» (ул. Циолковского)
- Плавбассейн «Надежда» (ул. Кирова)
- Памятник С. М. Кирову
- Стадион спорткомплекса «Зарево» (ул. Кирова)
- Парк Металлургов
- Городской лицей
- памятник детям — подневольным донорам[1]

## Жилые массивы
- Совколония
- Соцгородок
- Новые Планы
- Химик
- Посёлок ЯКХЗ
- 92-квартирный
- Новорабочий Городок
- Посёлок Октября
- Путь Ильича
- Шевченко
- Батман
- Лесной

## Основные автомагистрали
- ул. П.Мирного
- ул. Кирова
- ул. Металлургическая
- ул. Трамвайная
- ул. Димитрова
- ул. Парижской Коммуны
- ул. Депутатская
- ул. Циолковского
- ул. 50-летия СССР
- ул. Папанина
- ул. Ленина

## Промышленные предприятия
- Макеевский металлургический комбинат имени Кирова.
- Макеевский коксохимический завод
- Ясиновский коксохимический завод

## Городской транспорт
Троллейбусы
- 2 Детский мир (центр) — Железнодорожный вокзал
- 3 «Детский мир — Шахта имени Бажанова».
- 4 Детский мир (центр) — «Даки»

До начала 2006 года в районе эксплуатировались трамваи
- 1 Железнодорожный вокзал — Профессионально-техническое училище № 66
- 3 Новые Планы — Посёлок «Путь Ильича»
- 4 Ясиновский коксохимический завод — Микрорайон «Восточный», Червоногвардейский район Макеевки)
- 6 Автостанция «Плехановская» (ранее — от Новых Планов) — Улица Малиновского (ранее — до шахты «Червоногвардейская» (Червоногвардейский район Макеевки)

При содействии Джарты (мера в 2000-х годах) большинство троллейбусных, (6 из 9) маршрутов (как и все трамвайные маршруты) города ликвидированы, контактные сети и рельсы на большем протяжении не эксплуатируемых маршрутов разобраны (в 2008 году был восстановлен 3-й троллейбусный маршрут).
- маршрутные такси, автобусы

## Железнодорожные станции и остановки
- станция Макеевка-Пассажирская
- остановочный пункт 1118 км

См. также:
- Макеевский городской совет

## Деятели администрации
- В 1998—2001 гг. заместителем председателя Кировского райсовета являлся Гримчак, Юрий Николаевич.